# Dichotomius quadrinodosus
Dichotomius quadrinodosus är en skalbaggsart som beskrevs av Felsche 1901. Dichotomius quadrinodosus ingår i släktet Dichotomius och familjen bladhorningar. Inga underarter finns listade i Catalogue of Life.